# Morelos Jaime Canseco Gómez
Morelos Jaime Carlos Canseco Gómez (Ciudad Victoria, Tamaulipas, 22 de septiembre de 1957) es un político mexicano, miembro del Partido Revolucionario Institucional, ha sido diputado federal y fue Secretario General de Gobierno de Tamaulipas.
Morelos Jaime Carlos Canseco Gómez es Licenciado en Derecho, es hijo del también político tamaulipeco Morelos Jaime Canseco González quien entre otros cargos fue Senador por su estado; Canseco Gómez ha ocupado entre otros cargos los de funcionario de la Misión Permanente de México en Reino Unido de 1983 a 1986, Director de Relaciones Interparlamentarias del Senado de la República de 1986 a 1988 y Oficial Mayor del mismo de 1988 a 1994; posteriormente fue director general adjunto de Gobierno de la Secretaría de Gobernación de 1995 a 1997 y director general de Asuntos Jurídicos en la misma en 1997; de 1999 a 2000 fue Subsecretario de Asuntos Jurídicos Electorales del Comité Ejecutivo Nacional del PRI y Secretario General Adjunto de 2000 a 2001.
En 2005 el gobernador de Tamaulipas, Eugenio Hernández Flores, lo designó Consejero Jurídico de su administración permaneciendo en el cargo hasta 2009, en este año fue elegido diputado federal suplente por el V Distrito Electoral Federal de Tamaulipas a la LXI Legislatura, asumió la titularidad de la curul en 2010 cuando el diputado propietario, Rodolfo Torre Cantú, solicitó licencia para ser candidato del PRI a la Gubernatura; sin embargo, el 28 de junio del mismo año Torre Cantú murió asesinado en los días finales de la campaña política.
El 1 de enero de 2011 al asumir el cargo el nuevo gobernador Egidio Torre Cantú, lo designó Secretario General de Gobierno, por lo que solicitó y obtuvo licencia como diputado federal, sin embargo al ser el suplente y haber fallecido el titular, la representación del Distrito V de Tamaulipas quedó vacante, causando controversia dicha situación entre la clase política de su estado.
Dejó la Secretaría General de Gobierno y fue nombrado Secretario del Trabajo y Asuntos Jurídicos en agosto de 2012, renunciando a este cargo el 12 de agosto de 2013.